# 感應院 (北海道松前町)
感應院（かんのういん）は、北海道松前郡松前町にある日蓮宗の寺院。

## 概要
山号は妙見山。寺院は莚師法縁、住職は親師法縁に属する。旧本寺は宗門史跡・別格中本寺 妙光山法華寺
（松前法華寺）、旧寺格は平僧寺跡。

## 歴史
元禄3年（1690年）に松前法華寺14世・成翁院日窓により境外塔頭として開かれた。日窓から8世までは松前法華寺と両山一首制であった為、感應院には院代が置かれる事となった。9世・円智院日明（竹内乾良）の代から専住となったが、明治14年（1881年）2月5日に寿都郡寿都町にあった妙見堂に転住。明治17年（1884年）に経王山法華寺と寺号公称し開山となるに及び、10世・超全院日喜が法灯を継承した。11・12世の事歴は不詳であるが、大正3年（1914年）には13世・覚法院日順（三上日順）が住持となっている事が判明している。大正14年（1925年）2月27日に日順が遷化すると14世・常温院日竜が継承、更に昭和17年（1942年）8月16日に日竜が遷化すると常中院日穎（柴田寛寿）が15世の法灯を継承した。日穎は精力的な布教を展開しつつ松前法華寺を始めとする近隣寺院への出仕に励み、昭和37年（1959年）には本堂及び庫裡客殿を再建するなどの功績を重ねた。住持として60年以上の在山を経た平成18年（2006年）5月4日に遷化、16世は松前法華寺の顕祥院日恩（中里観正）が兼務する事となった。日恩は日蓮宗北海道南部管区選出の宗会議員として日蓮宗教務部長等の要職を歴任し一級法功章を受章する一方、松前町では選挙管理委員会委員長や保護司に就任。更には法華寺内に併設したさくら保育園の園長を務めるなど町内の社会教導に尽力した功績により、従六位に叙任され旭日双光章を受章した。その後、平成21年（2009年）5月29日に日恩の法嗣・中里観泰が17世として法灯継承。平成27年（2015年）7月15日に松前法華寺に栄晋した後も兼務し、現在に至る。

## 伽藍・境内

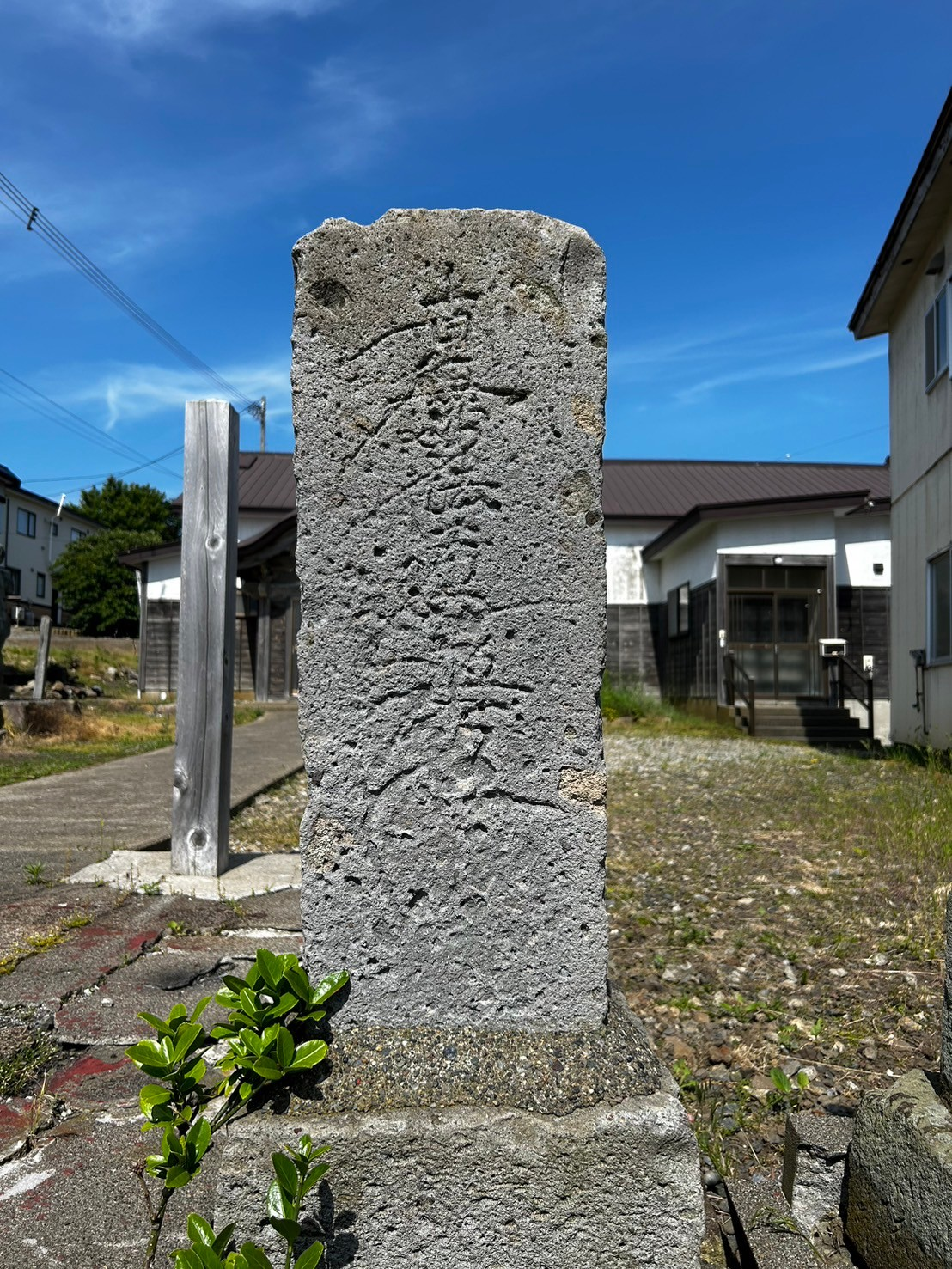
題目塔
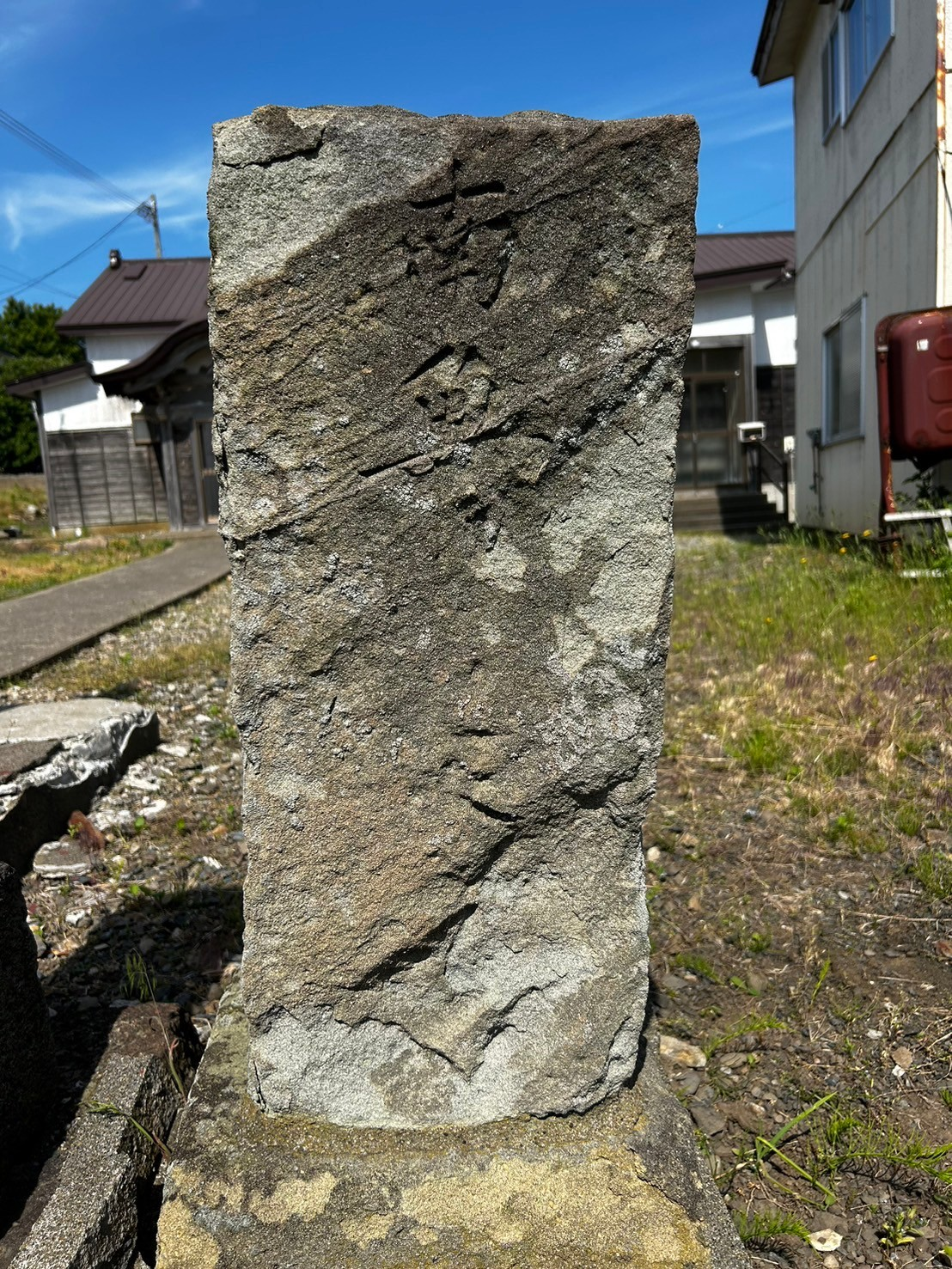
六百遠忌報恩塔
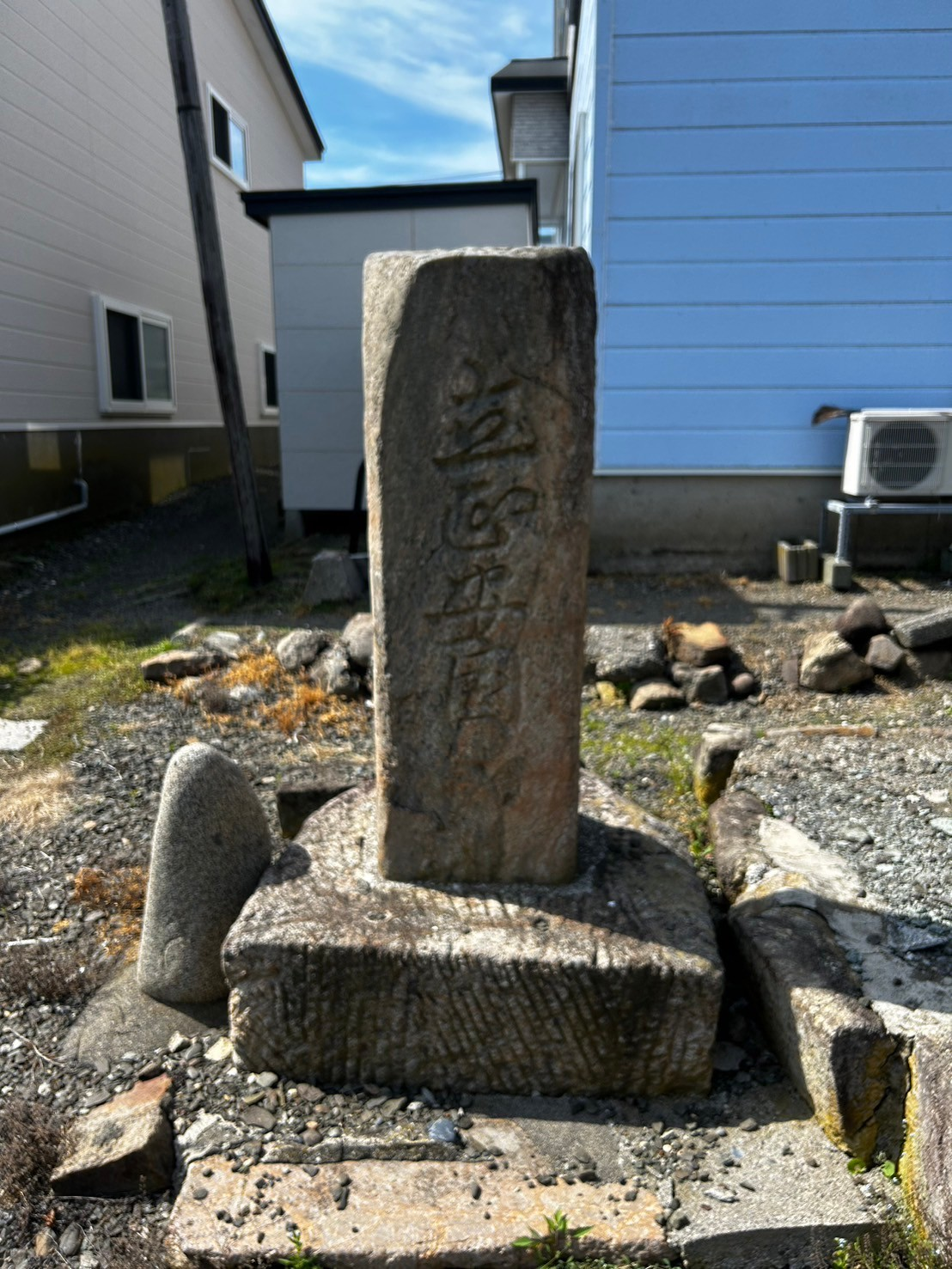
六百五十遠忌報恩塔

本堂・客殿・庫裡
昭和37年（1959年）に15世・日穎により建立された。
題目塔
文化4年（1807年）3月の建立。道内でも屈指の古さを誇る題目塔と推察される。
六百遠忌報恩塔
明治13年（1880年）に日蓮の600遠忌を記念して建立された。建立主が「三上（以下欠損）」となっている事から13世・日順の可能性もある。
六百五十遠忌報恩塔
昭和6年（1931年）に日蓮の650遠忌を記念して15世・日穎により建立された。
大黒天像
石像。顔面の摩耗が激しく開眼年も不明。
- 題目塔
- 六百遠忌報恩塔
- 六百五十遠忌報恩塔

## 歴代住持

### 開山・院代
開山から8世までは松前法華寺と両山一首
| 歴代 | 法号 （俗姓・道号） | 命日（享年［数え年］）            | 経歴                                                                                              |
| ---- | ------------------- | --------------------------------- | ------------------------------------------------------------------------------------------------- |
| 開山 | 成翁院日窓          | 元禄14年（1701年）2月27日         | 宗門史跡 妙光山法華寺（北海道松前郡松前町） 14世 成翁山法華寺（北海道檜山郡江差町） 中興開基・2世 |
| 2世  | 幸円院日貞          | 享保11年（1726年）7月1日          |                                                                                                   |
| 3世  | 了山院日法          | 寛保3年（1743年）6月4日           |                                                                                                   |
| 4世  | 円理院日信          | 寛政4年（1792年10月26日           |                                                                                                   |
| 5世  | 運国院日順          | 文化4年（1807年）6月13日          |                                                                                                   |
| 6世  | 潮如院日遘          |                                   |                                                                                                   |
| 7世  | 境閑院日要          | 文久2年（1862年）11月26日（67歳） |                                                                                                   |
| 8世  | 栄光院日善          | 明治2年（1869年）12月21日         |                                                                                                   |

### 住持
| 歴代 | 法号 （俗姓・道号）     | 命日（享年［数え年］）            | 経歴 |
| ---- | ----------------------- | --------------------------------- | --- |
| 9世  | 円智院日明 （竹内乾良） |                                   | 経王山法華寺（北海道寿都郡寿都町） 開山                                                                        |
| 10世 | 超全院日喜              |                                   | |
| 13世 | 覚法院日順 （三上日順） | 大正14年（1925年）2月27日（68歳） | |
| 14世 | 常温院日竜              | 昭和17年（1942年）8月16日（43歳） | |
| 15世 | 常中院日穎 （柴田寛寿） | 平成18年（2006年）5月4日          | |
| 16世 | 顕祥院日恩 （中里観正） | 平成27年（2015年）1月29日（75歳） | 宗門史跡 妙光山法華寺（北海道松前郡松前町） 33世 権大僧正・日蓮宗教務部長・日蓮宗一級法功章 従六位・旭日双光章 |
| 17世 | （中里観泰）            |                                   | 宗門史跡 妙光山法華寺（北海道松前郡松前町） 34世                                                               |

## 旧本末
日蓮宗は昭和16年に本末を解体したため、現在では、旧本山・旧末寺と呼びならわしている。
- 本山 廣布山本滿寺（京都府京都市上京区）
  - 本満寺 末：宗門史跡 妙光山法華寺（北海道松前郡松前町）
    - 法華寺 末：妙見山感應院（北海道松前郡松前町）－ 塔頭
    - 法華寺 末：大圓山妙蓮寺（北海道松前郡福島町）
    - 法華寺 末：日朝山国本寺（北海道上磯郡知内町）
    - 法華寺 末：妙宝山登順寺（北海道寿都郡寿都町）
    - 法華寺 末：一乗山實相寺（北海道留萌郡小平町）
    - 法華寺 末：久高山本澄寺（北海道苫前郡羽幌町）
    - 法華寺 末：妙見山大盛寺（北海道網走市桂町）
      - 大盛寺 末：明泰山日清寺（北海道斜里郡小清水町）

## 交通
- 北海道新幹線木古内駅から車で約80分
- 函館空港から車で約120分

## 近隣施設
- 松前町パートナーシップランド　徒歩で約5分
- 日蓮宗宗門史跡 妙光山法華寺　車で約25分

## 脚註
1. ↑  法類・法縁とは、同じ宗旨・宗派に属し密接な関係を持つ僧侶並びに寺院のこと。旧本寺の松前法華寺及び江差法華寺は、日蓮の高弟である六老僧の一人・蓮華阿闍梨日持が正応元年（1291年）に檜山郡上ノ国小堀村勝山に建立した法華堂を淵源とする。日持門流は、日持自ら開いた妙法山永精寺を淵源とし親師法縁に属する本山貞松山蓮永寺と、日持を崇敬開山に仰ぎ莚師法縁の縁頭寺である本山廣布山本滿寺の2大法脈となっている。上ノ国法華堂を淵源に持つ日持門流は、寺院と住職の法縁を敢えて分かつことによって両本山の法脈を継承する形式を保っており、これは他の日持門流寺院には見られない特徴となっている。
2. ↑  1人の住職が2カ寺を兼務する制度。
3. ↑  実際の600遠忌は明治14年（1881年）。
4. ↑  経王山法華寺在山時は“日静”と称した。